# 北高崎駅

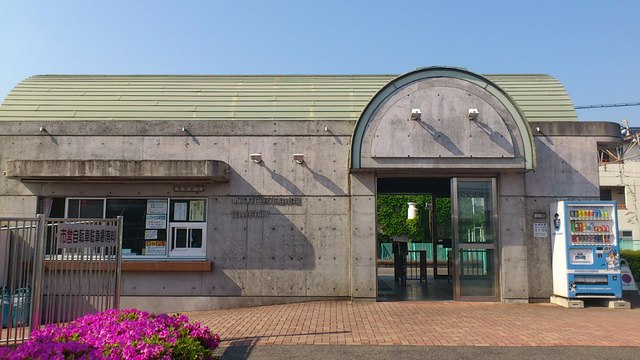
北口（2012年5月）

北高崎駅（きたたかさきえき）は、群馬県高崎市大橋町にある、東日本旅客鉄道（JR東日本）信越本線の駅である。

## 歴史
- 1885年（明治18年）10月15日：高崎駅 - 横川駅間の鉄道開通と同時に飯塚駅（いいづかえき）として開業[2]。
- 1919年（大正8年）8月1日：北高崎駅に改称[2]（九州の飯塚駅との同名回避のため）。
- 1981年（昭和56年）10月21日：貨物の取り扱いを廃止[2]。
- 1984年（昭和59年）2月1日：荷物扱い廃止[2]。
- 1985年（昭和60年）3月14日：無人化[3]。
- 1987年（昭和62年）4月1日：国鉄分割民営化により、JR東日本の駅となる[2]。有人化。
- 1997年（平成9年）：北口駅舎が開業。従来からの駅舎は南口となる。
- 2001年（平成13年）3月：南口駅舎が2代目駅舎に改築[1]。
- 2009年（平成21年）3月14日：東京近郊区間に編入。ICカード「Suica」の利用が可能となる[4]。

## 駅構造
相対式ホーム2面2線を有する地上駅。互いのホームは跨線橋で連絡している。
1番線横川方に南口、2番線高崎方に北口と2つの駅舎が設置されている。当駅付近の線路は東南東から西北西に向けて通っているため、南口よりも北口のほうが若干南側にある。双方共に駅員が配置されているが北口は平日・土曜日の日中時間帯のみの営業で、営業時間外は閉鎖される。
高崎駅管理のJR東日本ステーションサービス受託の業務委託駅である。簡易Suica改札機設置。

### のりば
| 番線 | 路線      | 方向 | 行先     |
| ---- | --------- | ---- | -------- |
| 1    | ■信越本線 | 下り | 横川方面 |
| 2    | ■信越本線 | 上り | 高崎方面 |

（出典：JR東日本:駅構内図）

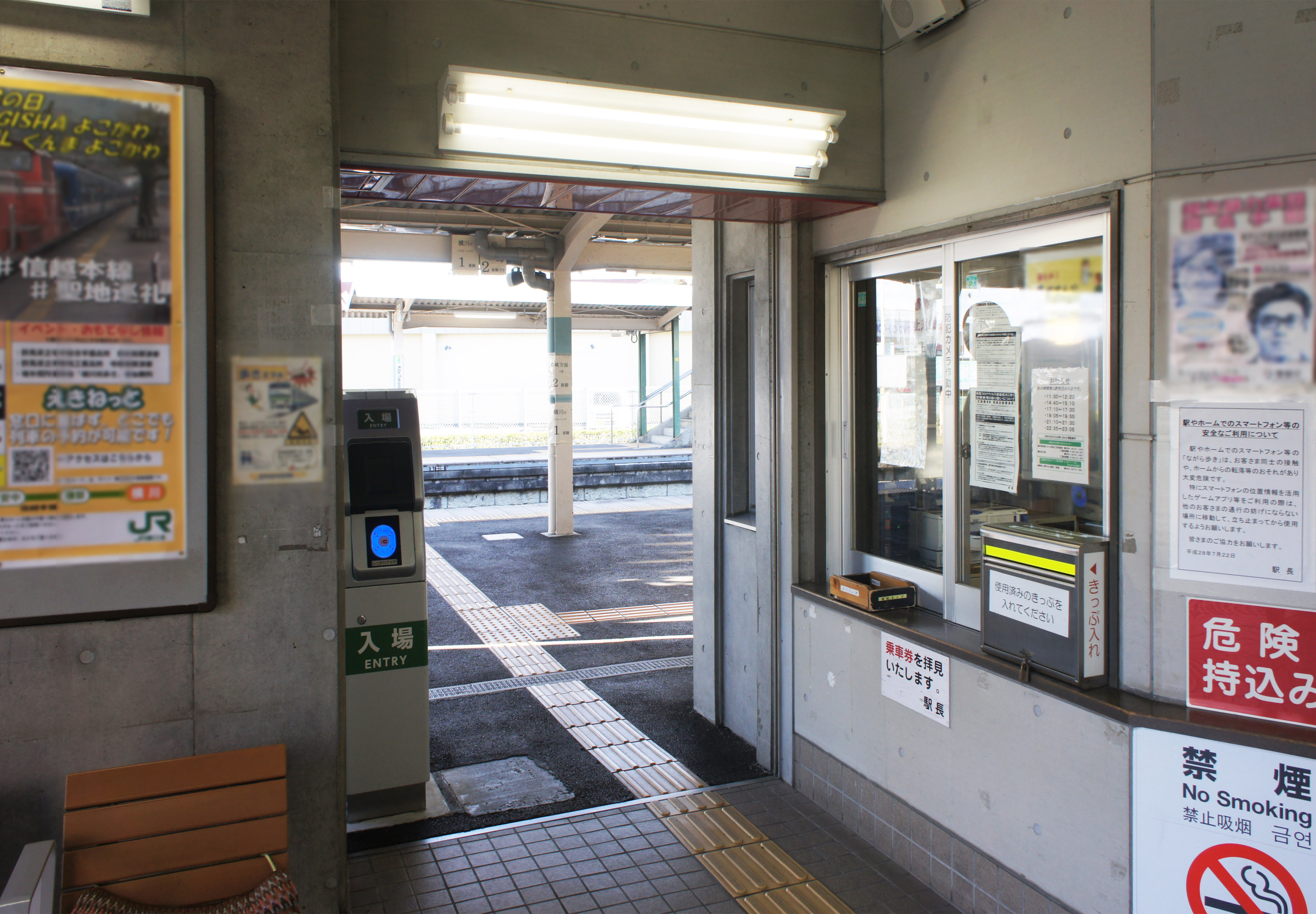
南口改札（2021年10月）
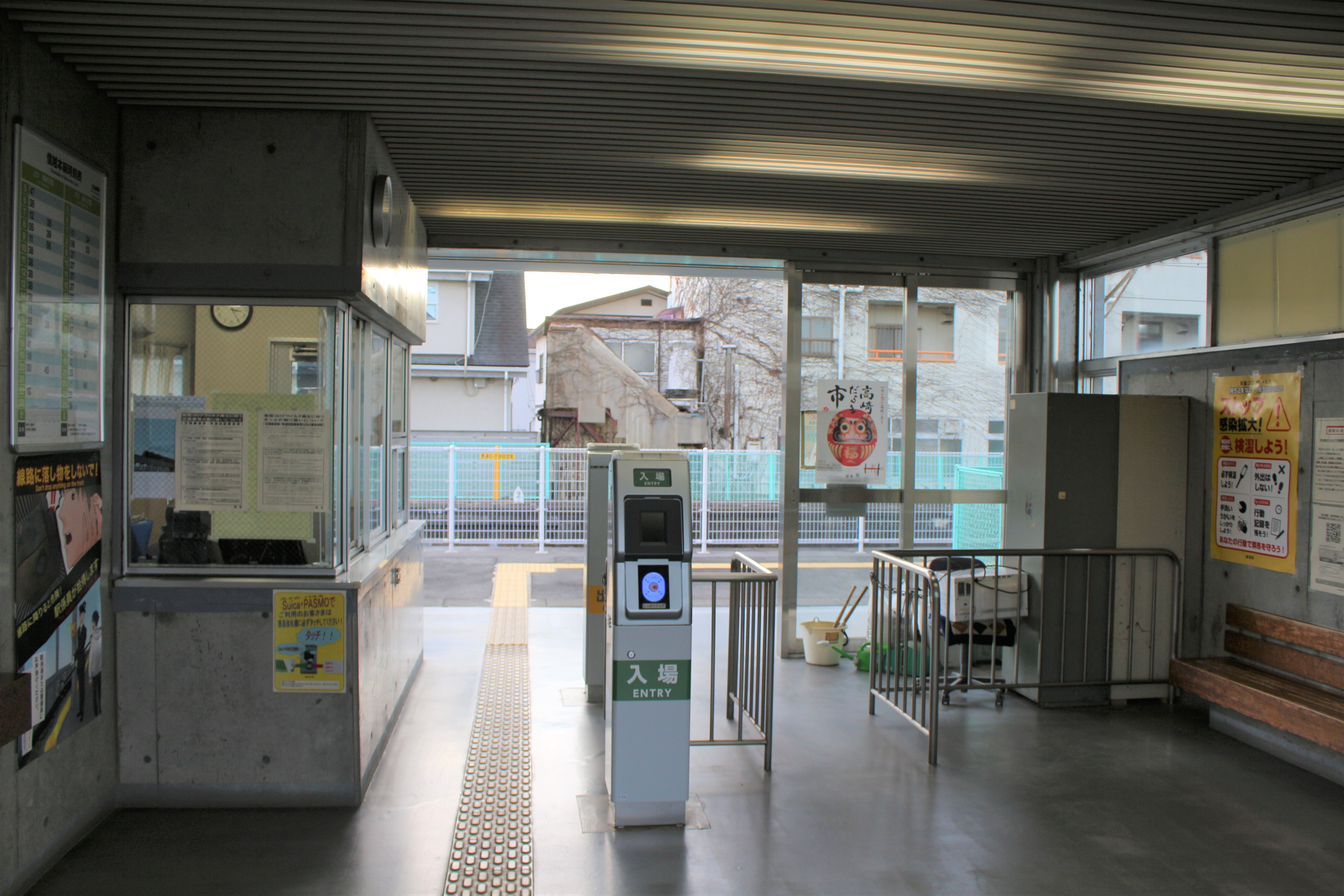
北口改札（2020年12月）
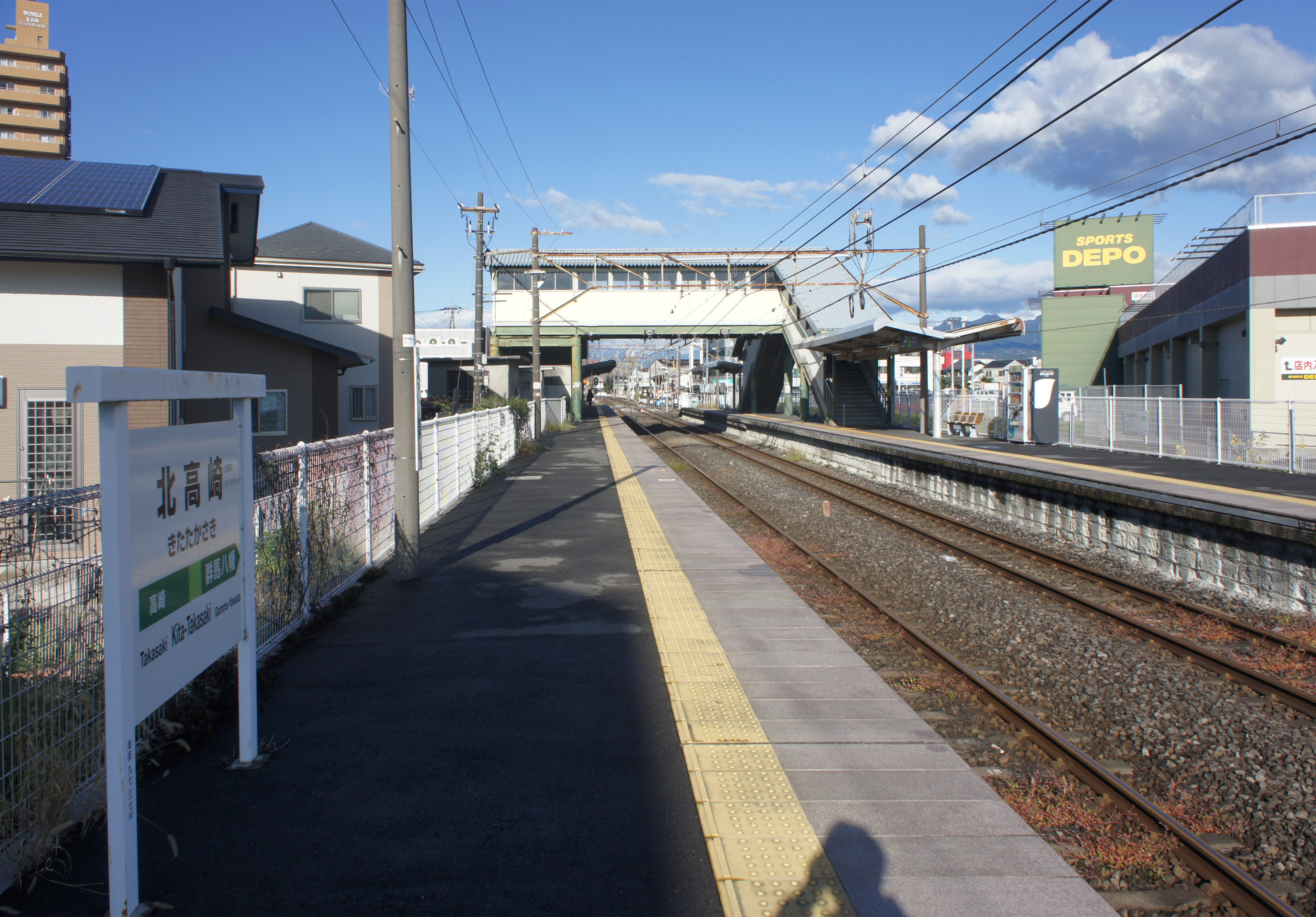
ホーム（2021年10月）

## 利用状況
JR東日本によると、2023年度（令和5年度）の1日平均乗車人員は1,606人である。
2000年度（平成12年度）以降の推移は以下のとおりである。
| 乗車人員推移       | 乗車人員推移     | 乗車人員推移    |
| 年度               | 1日平均 乗車人員 | 出典            |
| ------------------ | ---------------- | --------------- |
| 2000年（平成12年） | 1,677            | [ 利用客数 2 ]  |
| 2001年（平成13年） | 1,594            | [ 利用客数 3 ]  |
| 2002年（平成14年） | 1,566            | [ 利用客数 4 ]  |
| 2003年（平成15年） | 1,603            | [ 利用客数 5 ]  |
| 2004年（平成16年） | 1,663            | [ 利用客数 6 ]  |
| 2005年（平成17年） | 1,643            | [ 利用客数 7 ]  |
| 2006年（平成18年） | 1,602            | [ 利用客数 8 ]  |
| 2007年（平成19年） | 1,603            | [ 利用客数 9 ]  |
| 2008年（平成20年） | 1,641            | [ 利用客数 10 ] |
| 2009年（平成21年） | 1,645            | [ 利用客数 11 ] |
| 2010年（平成22年） | 1,673            | [ 利用客数 12 ] |
| 2011年（平成23年） | 1,615            | [ 利用客数 13 ] |
| 2012年（平成24年） | 1,546            | [ 利用客数 14 ] |
| 2013年（平成25年） | 1,550            | [ 利用客数 15 ] |
| 2014年（平成26年） | 1,574            | [ 利用客数 16 ] |
| 2015年（平成27年） | 1,632            | [ 利用客数 17 ] |
| 2016年（平成28年） | 1,580            | [ 利用客数 18 ] |
| 2017年（平成29年） | 1,624            | [ 利用客数 19 ] |
| 2018年（平成30年） | 1,620            | [ 利用客数 20 ] |
| 2019年（令和元年） | 1,631            | [ 利用客数 21 ] |
| 2020年（令和02年） | 1,188            | [ 利用客数 22 ] |
| 2021年（令和03年） | 1,441            | [ 利用客数 23 ] |
| 2022年（令和04年） | 1,568            | [ 利用客数 24 ] |
| 2023年（令和05年） | 1,606            | [ 利用客数 1 ]  |

## 駅周辺
- ウニクス高崎
  - ヤオコー 高崎飯塚店
- 高崎商科大学附属高等学校
- 新島学園短期大学
- 高崎警察署
- 高崎市総合福祉センター
- 総合文化センター
- 群馬県道25号高崎渋川線
- 群馬県道29号あら町下室田線（旧高崎榛名線）

## バス路線
南口先の幹線道路上に「北高崎駅前」停留所、北口側には東に200メートルほど歩いたところに「飯塚三叉路」停留所がある。いずれの路線も高崎駅を発着する。当駅と高崎駅との間のバスは信越線の列車より本数が多い。
北高崎駅前
- 群馬バス - 伊香保温泉・箕郷・榛東・榛名湖方面
- 関越交通 - 渋川駅方面

飯塚三叉路
- 高崎市内循環バスぐるりん - 大八木線

## 隣の駅
東日本旅客鉄道（JR東日本）
■信越本線
高崎駅 - 北高崎駅 - 豊岡だるま駅（事業中） - 群馬八幡駅

### 記事本文
1. 1 2 3 4 5  『週刊 JR全駅・全車両基地』 12号 大宮駅・野辺山駅・川原湯温泉駅ほか、朝日新聞出版〈週刊朝日百科〉、2012年10月28日、21頁。
2. 1 2 3 4 5 6  石野哲（編）『停車場変遷大事典 国鉄・JR編 Ⅱ』（初版）JTB、1998年10月1日、573頁。ISBN 978-4-533-02980-6。
3. ↑  「通報 ●福知山線石生駅ほか147駅の駅員無配置について（旅客局）」『鉄道公報号外』日本国有鉄道総裁室文書課、1985年3月12日、15-16面。
4. ↑  『Suicaをご利用いただけるエリアが広がります。』（PDF）（プレスリリース）東日本旅客鉄道、2008年12月22日。オリジナルの2020年5月25日時点におけるアーカイブ。2020年5月25日閲覧。

### 利用状況
1. 1 2  “各駅の乗車人員（2023年度）”.   東日本旅客鉄道. 2024年7月21日閲覧。
2. ↑  “各駅の乗車人員（2000年度）”.   東日本旅客鉄道. 2019年3月24日閲覧。
3. ↑  “各駅の乗車人員（2001年度）”.   東日本旅客鉄道. 2019年3月24日閲覧。
4. ↑  “各駅の乗車人員（2002年度）”.   東日本旅客鉄道. 2019年3月24日閲覧。
5. ↑  “各駅の乗車人員（2003年度）”.   東日本旅客鉄道. 2019年3月24日閲覧。
6. ↑  “各駅の乗車人員（2004年度）”.   東日本旅客鉄道. 2019年3月24日閲覧。
7. ↑  “各駅の乗車人員（2005年度）”.   東日本旅客鉄道. 2019年3月24日閲覧。
8. ↑  “各駅の乗車人員（2006年度）”.   東日本旅客鉄道. 2019年3月24日閲覧。
9. ↑  “各駅の乗車人員（2007年度）”.   東日本旅客鉄道. 2019年3月24日閲覧。
10. ↑  “各駅の乗車人員（2008年度）”.   東日本旅客鉄道. 2019年3月24日閲覧。
11. ↑  “各駅の乗車人員（2009年度）”.   東日本旅客鉄道. 2019年3月24日閲覧。
12. ↑  “各駅の乗車人員（2010年度）”.   東日本旅客鉄道. 2019年3月24日閲覧。
13. ↑  “各駅の乗車人員（2011年度）”.   東日本旅客鉄道. 2019年3月24日閲覧。
14. ↑  “各駅の乗車人員（2012年度）”.   東日本旅客鉄道. 2019年3月24日閲覧。
15. ↑  “各駅の乗車人員（2013年度）”.   東日本旅客鉄道. 2019年3月24日閲覧。
16. ↑  “各駅の乗車人員（2014年度）”.   東日本旅客鉄道. 2019年3月24日閲覧。
17. ↑  “各駅の乗車人員（2015年度）”.   東日本旅客鉄道. 2019年3月24日閲覧。
18. ↑  “各駅の乗車人員（2016年度）”.   東日本旅客鉄道. 2019年3月24日閲覧。
19. ↑  “各駅の乗車人員（2017年度）”.   東日本旅客鉄道. 2019年3月24日閲覧。
20. ↑  “各駅の乗車人員（2018年度）”.   東日本旅客鉄道. 2019年7月9日閲覧。
21. ↑  “各駅の乗車人員（2019年度）”.   東日本旅客鉄道. 2020年7月12日閲覧。
22. ↑  “各駅の乗車人員（2020年度）”.   東日本旅客鉄道. 2021年7月24日閲覧。
23. ↑  “各駅の乗車人員（2021年度）”.   東日本旅客鉄道. 2022年8月7日閲覧。
24. ↑  “各駅の乗車人員（2022年度）”.   東日本旅客鉄道. 2023年7月9日閲覧。